# Salzgitter AG
Salzgitter AG renvoie à deux entreprises distinctes : la première est née en 1962 du groupe minier Reichswerke AG für Berg- und Hüttenbetriebe AG, elle a été rachetée en 1989 par le groupe Preussag AG ; la seconde a été refondée en 1998 à partir de Preussag Stahl AG lors du démembrement des activités proprement sidérurgiques de Preussag AG (depuis reconverti dans le tourisme).
Aujourd'hui Salzgitter AG est un groupe sidérurgique allemand basé à Salzgitter, fédérant 100 entreprises, dont Salzgitter produits plats, les ateliers d’Ilsenburg-Grobblech, les profilés Peiner Träger GmbH et les tubes Mannesmann. En 2018 le groupe, coté au SDAX, affichait un chiffre d'affaires de 9,3 milliards d'euros. Il emploie de par le monde 25 000 salariés. Dans le domaine des poutres profilées et des produits plats, Salzgitter AG se classe au 5e rang européen et se hisse au premier rang mondial pour le laminage de tubes.

## Historique

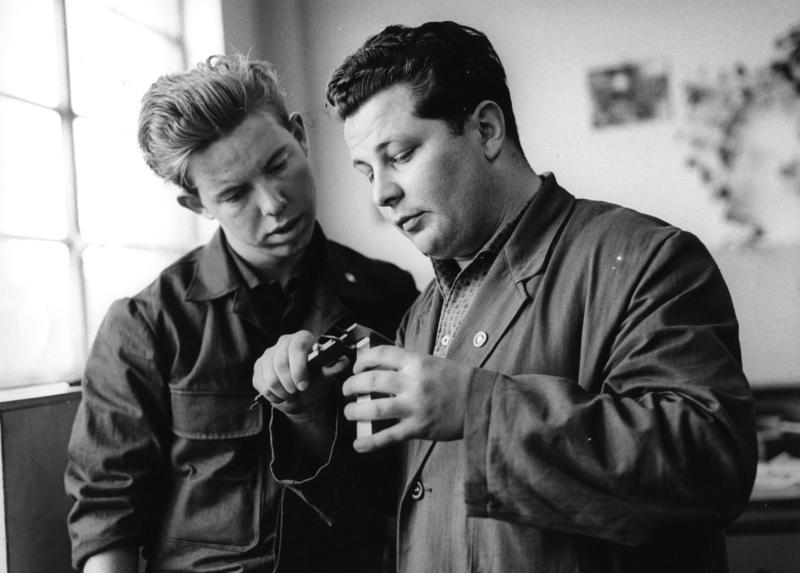
Enseignement professionnel chez Salzgitter AG, Basse-Saxe, avril 1961. Photo : Egon Steiner.

L'histoire de Salzgitter AG remonte aux forges d'Ilsede près de Peine (Allemagne). La société, créée le 6 septembre 1858, est l'une des plus anciennes société par actions d'Allemagne. La concentration de l'activité sidérurgique sur le site de Salzgitter ne date que du Troisième Reich, avec la nationalisation dans le cadre des Reichswerke Hermann Göring. Au terme de la Deuxième Guerre mondiale, les usines allemandes des Reichswerke furent nationalisées et prirent le nom de Salzgitter AG. Mais comme les usines du site de Salzgitter venaient d'être presque intégralement démontées et confisquées par les Alliés, elles furent reconstruites tout au long des années 1950. Alors le groupe Salzgitter se diversifia bien au-delà de la sidérurgie, pour s'ouvrir au génie minier, aux constructions navales, aux matériaux de construction et au génie civil.
En cette période d'Après-guerre, le siège de la société, la ville de Salzgitter, émergeait en Allemagne comme le « Paradis des Sociaux-démocrates ». Elle abritait en effet une classe moyenne considérable, avec l'implantation de sociétés industrielles comme Volkswagen, Büssing, Bosch et le motoriste Linke-Hofmann-Busch. En 1962, la société nationale Salzgitter employait environ  81 000 salariés et réalisait un chiffre d'affaires annuel de 2,3 milliards de DM.
Le 19 septembre 1966, l'hebdomadaire Der Spiegel publia que Georg Leibbrandt, intervenant de la conférence de Wannsee, était alors directeur du Bureau de Bonn de la société nationale Salzgitter AG.
En 1970, l’État fédéral fusionna les usines sidérurgiques de Salzgitter AG avec les forges d'Ilsede pour former le groupe Stahlwerke Peine-Salzgitter AG. Le site de Grosz-Ilsede sera fermé en 1995. 
Le 1er octobre 1989, l’État fédéral adjugea le groupe public Salzgitter AG, présent dans de multiples secteurs d'activités, au groupe Preussag AG. Le bénéfice tiré de la privatisation de Salzgitter AG, quelque 1,3 milliard d'euros, a permis au gouvernement fédéral de créer la « Fondation allemande pour l'Environnement » (Deutsche Bundesstiftung Umwelt, acronyme DBU), l'une des plus grandes institutions publiques d'Europe. Les bénéfices de la fondation, environ 50 millions d'euros annuels, servent à subventionner les recherches dans ce domaine.
La compagnie sidérurgique est devenue Preussag Stahl AG, tandis que les autres branches de Salzgitter ont été revendues. Preussag Stahl est resté une société du groupe Preussag jusqu'en 1998. Au printemps 1998, cette société a été rachetée par le Land de Basse-Saxe (qui n'en détenait plus que 0,232 %) et la Norddeutsche Landesbank, qui ont remis sur le Marché 60,2 % des actions le 2 juin suivant. Les pouvoirs publics détiennent encore actuellement 65 % des actions de la société.
Au printemps 1999, Salzgitter AG a entamé des pourparlers de fusion avec le groupe luxemburgeois Arbed. Salzgitter AG a contribué en 1999-2000 aux réparations financières aux victimes du travail forcé.
Après le rachat en 2000 du groupe allemand Mannesmann par le groupe britannique Vodafone, le Groupe Salzgitter a racheté à l'euro symbolique les usines Mannesmann, leader mondial des tubes sans soudure.
Au mois de juin 2006, la branche produits plats d'Arcelor, Flachform Stahl GmbH, a été rachetée par une filiale de Salzgitter Stahl-Service-Center (SSC), Hövelmann & Lueg GmbH (aujourd'hui Salzgitter Mannesmann Stahlservice GmbH). Ce rachat a permis une reconcentration des activités sidérurgiques d'Allemagne par Salzgitter Mannesmann Handel GmbH, branche internationale du groupe Salzgitter. Le 8 août 2006, les participations minoritaires dans le groupe français Vallourec ont été réalisées sur les marchés, pour un rapport de 900 millions d'euros.